# Камышлы (приток Мензели)
Камышлы — река в России, протекает в Республике Татарстан. Устье реки находится в 134 км по левому берегу реки Мензеля. Длина реки составляет 17 км, площадь водосборного бассейна 99,4 км².

## Данные водного реестра
По данным государственного водного реестра России относится к Камскому бассейновому округу, водохозяйственный участок реки — Ик от истока и до устья, речной подбассейн реки — бассейны притоков Камы до впадения Белой. Речной бассейн реки — Кама.